# Epping (Mozela)
Epping – miejscowość i gmina we Francji, w regionie Grand Est, w departamencie Mozela.
Według danych na rok 1990 gminę zamieszkiwały 473 osoby, a gęstość zaludnienia wynosiła 44 osób/km² (wśród 2335 gmin Lotaryngii Epping plasuje się na 608. miejscu pod względem liczby ludności, natomiast pod względem powierzchni na miejscu 553.).